# ГЕС Карун-3
Карун-3 (перс. کارون-۳) — ГЕС на південному заході Ірану, в провінції Хузестан. Названа по імені річки Карун, у верхній течії якої розташована. Річка Карун — найповноводніша в Ірані і має найбільший перепад висот між витоком і гирлом (Хорремшехр). Гребля дозволяє контролювати рівень води в нижній течії річки. Електростанція має потужність 2280 МВт і виробляє близько 4137000000 кВт·год електроенергії на рік.

## Ресурси Інтернету
- Karun3: Офіційний вебсайт

| Земля | Це незавершена стаття з географії. Ви можете допомогти проєкту, виправивши або дописавши її. |